# Lua Curtiss House II
Ne doit pas être confondu avec Lua Curtiss House I.
La Lua Curtiss House II est une maison américaine située à Miami Springs, dans le comté de Miami-Dade, en Floride. Construite vers 1925 dans le style Pueblo Revival, elle est inscrite au Registre national des lieux historiques depuis le 1er novembre 1985.